# TJ Slavia Stachovice
TJ Slavia Stachovice (celým názvem: Tělovýchovná Jednota Slavia Stachovice, zapsán jako: TJ Slavia Stachovice z.s.) je český fotbalový klub sídlící v moravsko-slezském městě Fulnek, městské částí Stachovice, okrese Nový Jičín v Moravskosolezském kraji, založen byl v roce 1959, roku 2017 změnil název na TJ Slavia Stachovice zs. Své domácí zápasy odehrává na Fotbalovém stadionu Stachovice s kapacitou 1000 stojících a 100 sedících diváků. Od sezony 2022/23 hraje I. B třídu Moravskoslezského kraje – sk. D. 

## Historické názvy
- 1959 – TJ Slavia Stachovice (Tělovýchovná Jednota Slavia Stachovice)
- 2017 – TJ Slavia Stachovice zs. (Tělovýchovná Jednota Slavia Stachovice zapsaný spolek)

## Umístění v jednotlivých sezonách
Stručný přehled
- 2004–2005: Okresní přebor Novojičínska
- 2005–2006: Okresní soutěž Novojičínska
- 2006–2008: Okresní přebor Novojičínska
- 2008–2010: Základní třída Novojičínska – sk. B
- 2010–2011: Okresní soutěž Novojičínska
- 2011–2013: Okresní přebor Novojičínska
- 2013–2014: Okresní soutěž Novojičínska
- 2014–2015: Základní třída Novojičínska – sk. B
- 2015–2016: Okresní soutěž Novojičínska
- 2016–2022: Okresní přebor Novojičínska
- 2022–: I. B třída Moravskoslezského kraje – sk. D

Jednotlivé ročníky
Legenda: Z - zápasy, V - výhry, R - remízy, P - porážky, VG - vstřelené góly, OG - obdržené góly, +/- - rozdíl skóre, B - body, červené podbarvení - sestup, zelené podbarvení - postup, fialové podbarvení - reorganizace, změna skupiny či soutěže
| Česko (2004– ) |                                            |        |    |    |   |    |     |    |     |    |        |
| Sezóny         | Liga                                       | Úroveň | Z  | V  | R | P  | VG  | OG | +/- | B  | Pozice |
| 2004/05        | Okresní přebor Novojičínska                | 8      | 26 | 5  | 5 | 16 | 43  | 66 | -23 | 20 | 13.    |
| 2005/06        | Okresní soutěž Novojičínska                | 9      | 22 | 15 | 1 | 6  | 73  | 48 | +25 | 46 | 2.     |
| 2006/07        | Okresní přebor Novojičínska                | 8      | 26 | 13 | 3 | 10 | 56  | 59 | -3  | 42 | 5.     |
| 2007/08        | Okresní přebor Novojičínska                | 8      | 26 | 12 | 2 | 12 | 46  | 47 | -1  | 38 | 6.     |
| 2008/09        | Základní třída Novojičínska – sk. B        | 10     | 22 | 13 | 3 | 6  | 71  | 45 | +26 | 42 | 4.     |
| 2009/10        | Základní třída Novojičínska – sk. B        | 10     | 22 | 20 | 2 | 0  | 104 | 14 | +90 | 62 | 1.     |
| 2010/11        | Okresní soutěž Novojičínska                | 9      | 22 | 14 | 3 | 5  | 58  | 29 | +29 | 45 | 1.     |
| 2011/12        | Okresní přebor Novojičínska                | 8      | 26 | 10 | 7 | 9  | 62  | 50 | +12 | 37 | 9.     |
| 2012/13        | Okresní přebor Novojičínska                | 8      | 26 | 6  | 3 | 17 | 30  | 54 | -24 | 21 | 12.    |
| 2013/14        | Okresní soutěž Novojičínska                | 9      | 18 | 9  | 3 | 6  | 54  | 36 | +18 | 30 | 5.     |
| 2014/15        | Základní třída Novojičínska – sk. B        | 10     | 18 | 12 | 5 | 1  | 58  | 20 | +38 | 45 | 1.     |
| 2015/16        | Okresní soutěž Novojičínska                | 9      | 20 | 14 | 3 | 3  | 64  | 20 | +44 | 47 | 1.     |
| 2016/17        | Okresní přebor Novojičínska                | 8      | 26 | 7  | 3 | 16 | 35  | 71 | -36 | 26 | 11.    |
| 2017/18        | Okresní přebor Novojičínska                | 8      | 26 | 12 | 4 | 10 | 56  | 57 | -1  | 44 | 5.     |
| 2018/19        | Okresní přebor Novojičínska                | 8      | 26 | 12 | 7 | 7  | 48  | 33 | +15 | 48 | 5.     |
| 2019/20        | Okresní přebor Novojičínska                | 8      | 13 | 8  | 1 | 4  | 35  | 22 | +13 | 26 | 2.     |
| 2020/21        | Okresní přebor Novojičínska                | 8      | 9  | 7  | 0 | 2  | 26  | 9  | +17 | 21 | 2.     |
| 2021/22        | Okresní přebor Novojičínska                | 8      | 26 | 21 | 1 | 4  | 71  | 21 | +50 | 65 | 1.     |
| 2022/23        | I. B třída Moravskoslezského kraje – sk. D | 7      | 26 | 17 | 5 | 4  | 48  | 33 | +15 | 56 | 4.     |
| 2023/24        | I. B třída Moravskoslezského kraje – sk. D | 7      | 26 | 18 | 3 | 5  | 64  | 32 | +32 | 57 | 3.     |
| 2024/25        | I. B třída Moravskoslezského kraje – sk. D | 7      | 26 | 15 | 6 | 5  | 72  | 27 | +45 | 51 | 4.     |